# Tunga monositus
Tunga monositus är en loppart som beskrevs av Barnes et Radovsky 1969. Tunga monositus ingår i släktet Tunga och familjen Tungidae. Inga underarter finns listade i Catalogue of Life.